# Taillecavat
Taillecavat település Franciaországban, Gironde megyében. Lakosainak száma 288 fő (2022. január 1.). Taillecavat Duras, Cours-de-Monségur, Lévignac-de-Guyenne, Saint-Géraud és Saint-Pierre-sur-Dropt községekkel határos.

## Népesség
A település népessége az elmúlt években az alábbi módon változott:
| Lakosok száma | 337  | 241  | 250  | 290  | 313  | 323  | 300  | 283  | 277  | 288  |
|               | 1968 | 1982 | 1990 | 2006 | 2013 | 2015 | 2017 | 2019 | 2020 | 2022 |